# Gelasma privata
Gelasma privata är en fjärilsart som beskrevs av Louis Beethoven Prout 1913. Gelasma privata ingår i släktet Gelasma och familjen mätare. Inga underarter finns listade i Catalogue of Life.